# شهرستان کیتیتاس (واشینگتن)
شهرستان کیتیتاس، واشینگتن (به انگلیسی: Kittitas County, Washington) یک شهرستان در ایالات متحده آمریکا است که در ایالت واشینگتن واقع شده‌است.

## خصوصیات
شهرستان کیتیتاس ۶٬۰۴۲٫۴۸ کیلومترمربع مساحت دارد.